# Glattfelden
Glattfelden är en ort och kommun i distriktet Bülach i kantonen Zürich, Schweiz. Kommunen har 5 406 invånare (2023).
I kommunen finns också orterna Zweidlen och Zweidlen-Station.